# Джонсон, Харриет (музыкант)
Харриет Джонсон (англ. Harriett Johnson, в замужестве Норвилл, англ. Norville; 31 августа 1907, Миннеаполис — 26 июня 1987, Ла-Холья) — американский музыкальный критик, музыкальный педагог и композитор.
Училась игре на фортепиано в Миннесотском университете, затем в Джульярдской школе у Ольги Самарофф. В 1933—1943 гг. ассистент Самарофф на Любительских музыкальных курсах (англ. The layman's music courses) в составе консерватории Маннеса. В 1944 г. опубликовала книгу «Твоя карьера в музыке» (англ. Your Career in Music, с предисловием Самарофф) в составе обширной серии книг по профессиональной ориентации «Твоя карьера».
В 1943—1986 гг. музыкальный критик газеты New York Post; в наибольшей степени писала об оперных спектаклях.
Спорадически также сочиняла музыку. В 1954 г. состоялась премьера её мюзикла для детей «Шагги и голубой вагон» (англ. Chuggy and the Blue Caboose) по одноимённой книге Дона Фримана, главную партию исполнил Уильям Уорфилд; по другому произведению Фримана Джонсон написала детский мюзикл «Мышка в опере» (англ. Pet of the Met, о белой мыши, живущей в здании Метрополитен-Оперы) — на премьере (9 марта 1956 г., Сан-Франциско) пели Уолтер Кассел и его жена Гейл Мэннерс. В конце жизни Джонсон работала над мюзиклом о художнике Тулуз-Лотреке.
Была замужем за певцом Хьюбертом Норвиллом (англ. Hubert Norville; 1905—1986), выступавшим в опере и в мюзиклах. Их единственный сын стал юристом.